# 東梅里
東梅里（ひがし ばいり、1898年 - 1996年）は日本の作庭家。｢梅里｣は号で本名は東善蔵（ぜんぞう）。　
福岡県生まれ。父(東森堂(本名:末八))についで家事の造園業に従事する。以来造園業一筋。受賞歴は、1985年（昭和60 年）久留米市文化賞など。代表作は、三原記念館庭園など。